# Dányán
Dányán (románul: Daia), falu Romániában, Maros megyében.

## Története
1301-ben említik a források Danyan néven. Szász alapítású falu, de az őshonos lakosság a 15. század folyamán teljesen eltűnt, 1492-ben már magyar és román lakossága volt.
Középkori lakossága a reformáció idején felvette a református hitet.
A trianoni békeszerződésig Kis-Küküllő vármegye Dicsőszentmártoni járásához tartozott.

## Népessége
2002-ben 227 lakosa volt, ebből 148-an magyar, 70-en román és 9-en cigány nemzetiségűek.

## Vallások
A falu lakói közül  146-an református hitűek, 1 fő római katolikus, 79 fő ortodox.